# 峻平陵
峻平陵是中国西晋时晋景帝司马师的陵墓。
司马师是三国时曹魏的重臣，官至大將軍領錄尚書事，他的侄子司马炎取代曹魏建立晋朝，追尊司马师為世宗景皇帝，墓地改称为峻平陵。峻平陵位于河南省洛阳市洛阳故城东今偃师市北邙首阳山，其父宣帝司马懿高原陵之西。《晋书·景帝纪》记载：“宜依霍光故事，追加大司马之号以冠大将军。”